# Região Geográfica Imediata de Formiga

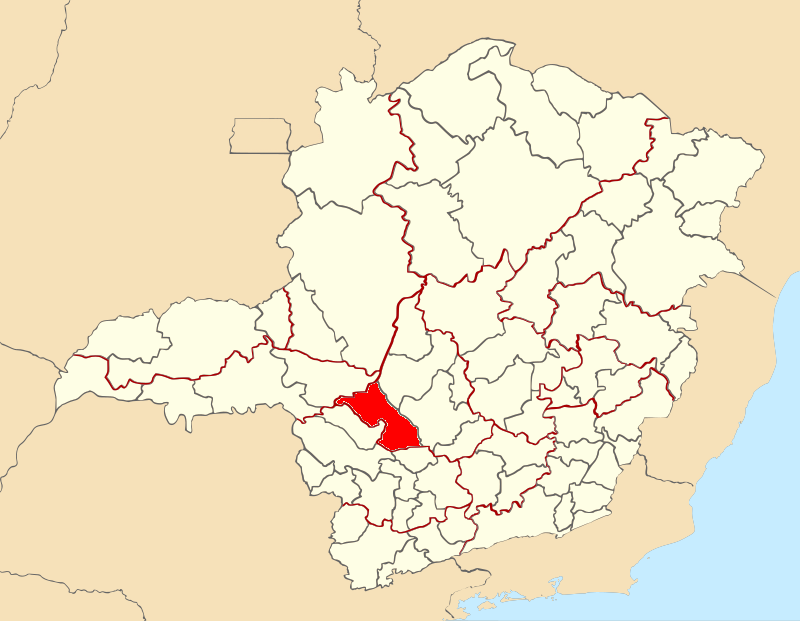
Região Geográfica Imediata de Formiga.

A Região Geográfica Imediata de Formiga é uma das 70 regiões geográficas imediatas do Estado de Minas Gerais, uma das seis regiões geográficas imediatas que compõem a Região Geográfica Intermediária de Divinópolis e uma das 509 regiões geográficas imediatas do Brasil, criadas pelo IBGE em 2017.

## Municípios
É composta por 10 municípios.
- Arcos
- Bambuí
- Córrego Danta
- Córrego Fundo
- Formiga
- Iguatama
- Medeiros
- Pains
- Pimenta
- Tapiraí

## Estatísticas
Tem uma população estimada pelo IBGE para 1.º de julho de 2017 de 171 143 habitantes e área total de 7 045,532 km².